# بیتو آلبرتینی
بیتو آلبرتینی (ایتالیایی: Bitto Albertini؛ ۱۴ ژوئیهٔ ۱۹۲۴ – ۲۲ فوریهٔ ۱۹۹۹) کارگردان فیلم، فیلم‌نامه‌نویس، فیلم‌بردار و تدوین‌گر اهل ایتالیا بود.
از فیلم‌ها یا مجموعه‌های تلویزیونی که وی در آن‌ها نقش داشته‌است می‌توان به شیطانت را در جهنم من بگذار، ... و مدام شیطان را در جهنم نهادند، عجب بساطیه… با پیرنو!، چند سوپرمن در مشرق‌زمین، امانوئل سیاه، امانوئل سیاه ۲، امانوئل زرد و جذام سفید اشاره نمود.